# Káto Patíssia
Káto Patíssia (en grec moderne : Κάτω Πατήσια) est la partie sud du  quartier Patíssia à Athènes en Grèce. Il est délimité, au nord, par Áno Patíssia, à l'est Kypséli, au sud Agios Nikolaos, à l'ouest, la rivière Céphise. La population du quartier est dense et s'est détériorée au cours des dernières années en raison de la criminalité et de la présence de nombreux immigrés clandestins. Autrefois, ce quartier était habité par de riches industriels. 